# Hellblaue Mormonentulpe
Die Hellblaue Mormonentulpe (Calochortus coeruleus) ist eine Pflanzenart aus der Gattung Mormonentulpen (Calochortus) in der Familie der Liliengewächse (Liliaceae). 

## Merkmale
Die Hellblaue Mormonentulpe ist eine herbst- bis frühjahrsgrüne,  ausdauernde krautige Pflanze, die Wuchshöhen von 3 bis 20 Zentimeter erreicht. Dieser Geophyt bildet Zwiebeln als Überdauerungsorgane. Die Grundblätter sind zur Blütezeit erhalten. 
Ein bis zehn Blüten stehen in einem traubigen Blütenstand. Die zwittrige, radiärsymmetrische, dreizählige Blüte ist offen und glockig. Die Blütenhüllblätter sind nicht auffällig gestreift oder gefleckt. Die inneren sind 8 bis 12 Millimeter lang, am gesamten Rand stark bewimpert, auf der Oberseite nur über der Drüse behaart, verkehrteiförmig, zugespitzt und hellblau. Die Kapselfrucht ist nickend.
Die Blütezeit liegt im Juni, zum Teil beginnt sie schon im Mai.

## Vorkommen
Die Hellblaue Mormonentulpe kommt in Nord-Kalifornien auf Waldlichtungen auf Kies in Höhenlagen von 600 bis 2500 Meter vor.

## Belege
- Eckehart J. Jäger, Friedrich Ebel, Peter Hanelt, Gerd K. Müller (Hrsg.): Rothmaler Exkursionsflora von Deutschland. Band 5: Krautige Zier- und Nutzpflanzen. Spektrum Akademischer Verlag, Berlin Heidelberg 2008, ISBN 978-3-8274-0918-8.